# Laura Bush
Laura Lane Welch Bush (n. 4 noiembrie 1946, Midland⁠(d), Texas, SUA) este soția celui de-al 43 președinte al Statelor Unite, George W. Bush, și Prima Doamnă a Statelor Unite ale Americii între 20 ianuarie 2001 și 20 ianuarie 2009.
Absolventă a Southern Methodist University în anul 1986, licențiată în domeniul educației, a continuat studiile la Universitatea din Texas, Austin, obținând gradul de master în Biblioteconomie la aceeași universitate. După absolvire, Laura a fost angajată ca bibliotecar.
L-a întâlnit pe George Walker Bush în 1977 și s-au căsătorit în același an. În anul 1982, Laura Bush a născut două fete gemene, care reprezintă singurii copii ai cuplului.
Implicarea sa în diferite cauze sociale a început în timpul căsătoriei. Ca Primă Doamnă a statului Texas, Laura Bush a pus în aplicare mai multe inițiative axate pe sănătate, educație și alfabetizare. În anul 1999, l-a ajutat pe soțul său în campania pentru președinție în mai multe feluri, care au avut partea lor la succesul soțului său. După înfrângerea candidatului democrat, Al Gore, în alegerile prezidențiale din anul 2000, Laura Bush a devenit Prima Doamnă a Statelor Unite ale Americii.
Intervievată de Institutul Gallup⁠(en)[traduceți] ca una dintre cele mai populare prime doamne, Laura Bush a fost implicată în probleme naționale și globale în timpul mandatului său. Ulterior, Laura Bush a continuat să avanseze interesele sale în educație, alfabetizare și de instruire în cadrul Festivalului Național al Cărții semi-anual din 2009, încurajând educația la scară mondială. De asemenea a avansat cauzele femeilor vorbind adevărul și din inimă.
Reprezentând Statele Unite ale Americii în timpul călătoriilor sale externe, în care Laura a avut tendința de a se concentra asupra bolilor HIV și SIDA, respectiv asupra cancerului mamar, Laura Bush a lansat în mai 2010 o carte de memorialistică, Speaking From the Heart, în română, Vorbind din inimă.

## Tinerețea și cariera
Laura Lane Welch Bush a fost născută în Midland, Texas singurul copil al lui Harold Welch (1912-1995) și Jenna Louise Hawkins (n.1919).
Tatăl ei a fost un construitor de case și mai târziu un dezvoltator de succes imobiliar, în timp ce mama ei a lucrat în calitate de contabil pentru afacerea tatălui ei.
La început, părinții ei au încurajat-o să citească, ceea ce avea să devină mai apoi marea ei dragoste.
Ea a spus, "am învățat cât de importantă este lectura" de la mama mea.
Când am fost o fetiță, mama mea îmi citea povești. Am iubit cărțile și îmi plăcea foarte mult să merg la bibliotecă.
Ea a urmat școlile James Bowie Elementary School, San Jacinto Junior High School și Robert E.Lee High School, în Midland.
Ea absolvit Lee High School în anul 1964 apoi urmând ca să meargă la Southern Methodist University din Dallas, unde a fost membru Kappa Alpha Theta. A absolvit în 1968 cu o diplomă de liceența în educație.
După ce a absolvit la SMU, ea și-a început cariera ca profesor suplimentar la Elementary School District Dallas, apoi a predat timp de 3 ani la John F. Kennedy Elementary School, până în 1972.
În anul 1973, Welch termină un master în biblioteconomie la Universitatea Texas,Austin. Ea a fost angajată imediat ca bibliotecar la sucursala Gardens Kashmere, la bibioteca publică din Huston.
Ea a influențat pe experiențele ei de muncă un grup de copii în 2003 spunând "Am lucrat ca profesor bibliotecar și am învățat cât de importantă este lectura în școală și în viață.

## Căsătoria și familia
Laura Lane Bush l-a întâlnit pe George W.Bush, în iulie 1977, când prietenii comuni Joan și Ian O`Neil i-au invitat la un grătar în curtea casei lor. Lucrurile au decurs repede, iar la sfârșitul lunii septembrie cei doi s-au căsătorit, luna de miere și-au petrecut-o în Cozumel, Mexic.
La un an de la căsătoria lor, cuplul au început o campanie pentru candidatura la congres al lui George Bush. Potrivit lui, când a cerut-o în căsătorie, ea a spus "Da, numai dacă îmi promniti că nu voi avea de aface cu un discurs electoral". Ea a cedat și a rostit primul discurs electoral în 1978 pe treptele tribunalului din Muleshoe, Texas.
Soții Laura și George Bush au încercat din greu, mai exact timp de 3 ani să conceapă un copil.La 25 noiembrie 1981, Laura Bush a dat naștere la două fete gemene, Barbara și Jenna. Gemenele s-au născut cu 5 săptămâni mai devreme după o cezariană de urgență.
Gemenele au absolvit liceul în 2000, iar apoi au urmat la Universitatea Yale respectiv Universitatea Texas, Austin, în 2004.
Până în prezent Laura Bush este singura Primă Doamnă care a dat naștere la gemeni.

## Prima Doamna din Texas
Laura a devenit Prima Doamnă din Texas atunci când soțul ei a fost ales guvernator al Texas și a servit ca Primă Doamnă a Statului de la 17 ianuarie 1995 până în decembrie 2000.
Deși în anii ei în casa guvernatorului, ea nu a organizat niciun fel de eveniment formal. Ea se ocup în mare parte de femei și cauzele copiilor, inclusiv de sănătate, educație și alfabetizare.
Ea a pus în aplicare patru inițiative majore: la timp pentru copii, sensibilizare pentru a educa părinții, de alfabetizare a familiei, prin colaborare cu Fundația Barbara Bush, ea a cerut comunităților din Texas să stabilească astfel de programe. A investit bani pentru construirea bibliotecilor publice și a înființat Festivalul de Carte din Texas.
Soțul ei a anunțat campania sa la președinția Statelor Unite ale Americii, la mijlocul anului 1999, urmând ca ea să fie de acord.În iulie, ea a emis o adresă de delegați la Convenția Națională din 2000, care a pus-o pe scena națională.
În luna Decembrie 2000, soțul ei a demisionat din funcția de guvernator al Texas.

## Prima Doamna a Statelor Unite
În calitate de Prima Doamnă, Bush a fost implicată în probleme de interes pentru copii și femei, atât la nivel național cât și la nivel internațional, inițiativele sale incluzând educația și sănătatea femeilor.

#### Educatie si copii
Prima Doamnă se concentra în mare parte pe educație. Ea făcea recrutări speciale, incluzând profesori cu înaltă calificare, asta pentru a asigura că copiii mici învăța bine.
De asemenea s-a axat pe dezvoltarea timpurie a copilului.
În 2001 a promovat lectura și educația, închizând un parteneriat cu Biblioteca Congresului, pentru a lansa anual Festivalul Național al Cărții, promovând patrimoniul patriot american în școli, ea a ajutat la lansarea Imnului Național.
Imediat după atacurile din 11 septembrie 2001, Laura Bush a vorbit cu privire la copii din America: "e nevoie pentru a asigura copiilor noștri că sunt în siguranță în casele și școlile lor. Trebuie să îi asigur că mulți oameni îi iubesc și au grijă de ei și că în timp ce există oameni răi pe lume, există și mai mulți oameni buni." Ea a avut un interes în atenuarea efectelor emoționale ale atacurilor asupra copiilor, în special de imaginile tulburătoare repetate încontinuu la televizor.
Mai târziu, în mandatul său, ea a fost onorată de către Organizația Națiunilor Unite în calitate de ambasador onoriofic pentru Deceniul Națiunilor Unite.
În această poziție, a anunțat că va găzdui o conferință privind alfabetizarea globală.
Conferința a avut loc în septembrie 2006 și a încurajat un efort constant de a promova cultura și multe alte programe de alfabetizare.

#### Sănătatea femeii
Un alt tip de probleme în care ea și-a pus semnătura au fost cele referitoare la sănătatea și bunăstarea femeilor. Ea a inceput să se implice în campania de sensibilizare "Adevărata Inimă", în 2003. Este o organizație înființată de Național Heart, Lung, precum și de Institutul de sânge pentru a sensibiliza cu privire la bolile de inimă întâmpinate la femei.
Cu toatea acestea, bolile de inimă omoară mai multe femei în țara noastră decât toate formele de cancer la un loc.
Laura Bush se întâlnește cu femeile din Mijilis din Abu Dhabi, Emiratele Arabe Unite pentru a discuta despre tratamentul cancerului mamar. Împreună cu predecesorul său Nancy Reagan, Bush a dedicat Ladies First Red Dress Colection, la Jhon F.Kennedy Center, în mai 2005.

## Premii si distincții
În timpul mandatului său de Primă Doamnă, Laura Bush a primit o serie de premii și distincții.
În Octombrie 2005, Fundația Elie Wiesel a onorat-o pentru umanitate și recunoaște eforturile sale în numele educației, iar American Library Association a onorat-o pentru că a sprijinit bibliotecile și bibliotecarii din America în Aprile 2005.
Un alt premiu pentru devotamentul său a fost cel primit de la Fundația Kuweit-American în Martie 2006, pentru că a ajutat la îmbunătățirea condițiilor de trăit și la educația din întreaga lume.
Ea este portretizată de Elizabeth Banks în filmul W.Oliver Stone. Bestsellerul romanului "America Wife" de Curtis Sittenfeld se bazează pe o mare parte din viața Laurei Bush.